# Universidade de Cabo Verde

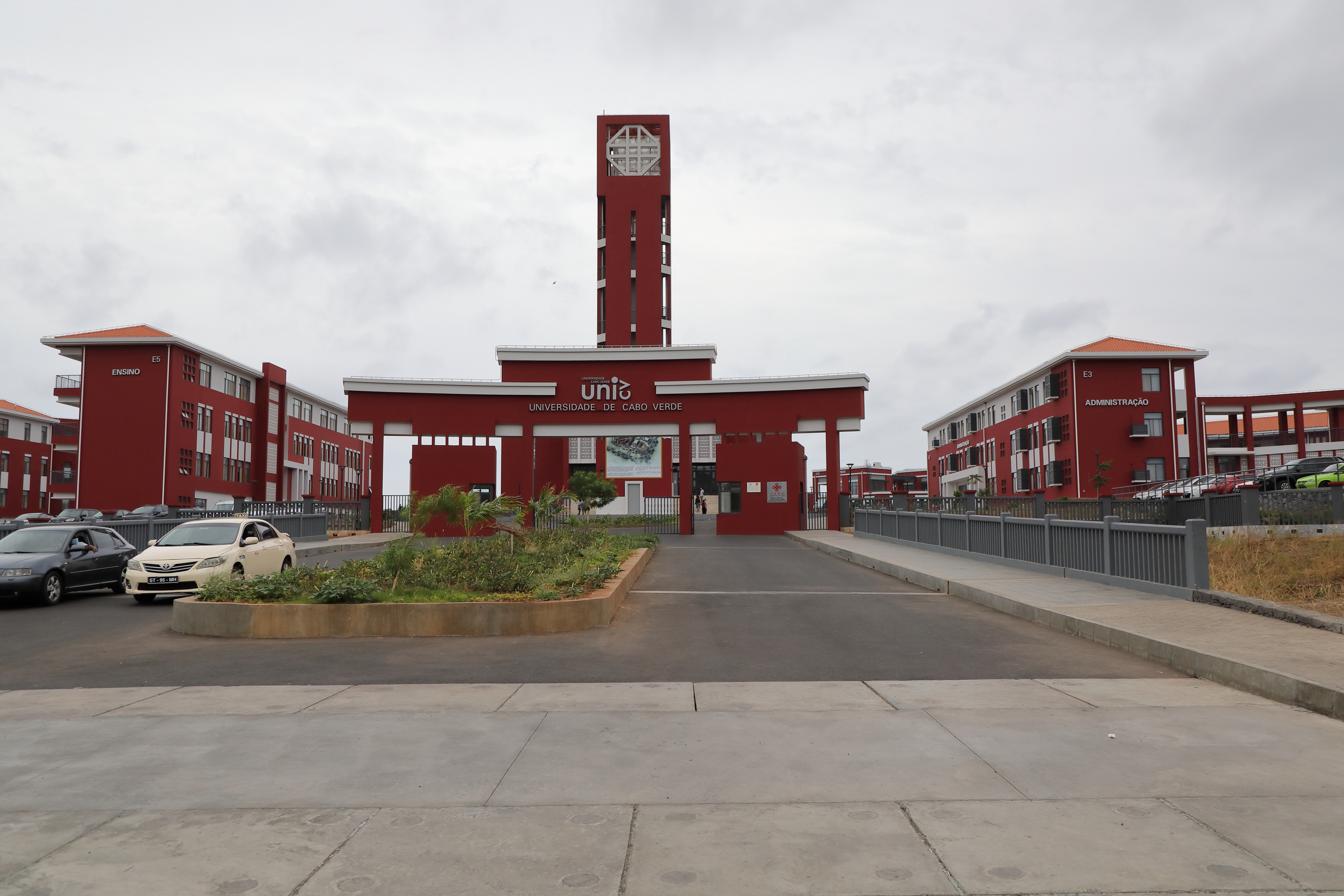
Universität Kap Verde, Praia.

Die Universidade de Cabo Verde (Uni-CV, en.: „University of Cape Verde“) ist die einzige staatliche Universität in Kap Verde. Der Haupt-Campus befindet sich in Palmarejo, einem Ortsteil der Hauptstadt Praia, aber es gibt auch Institute in Mindelo, Assomada und São Jorge dos Órgãos. Sie hat über 5.000 Studenten. In Palmarejo wird derzeit mit Mitteln der chinesischen Regierung ein neuer Campus für die Uni-CV gebaut. Er bietet Platz für 4.890 Studenten und 476 Professoren und verfügt über eine Bibliothek, Wohnheime, Cafeterias und Sportanlagen. Er hat 61 Unterrichtsräume, fünf Auditorien mit jeweils 150 Sitzplätzen, acht Computerräume, acht Lesesäle und 34 Labore.
Im Jahr 2016 wurde die Universität im Webometrics Ranking of World Universities als fünftbeste Universität in den portugiesischsprachigen afrikanischen Ländern (PALOP) eingestuft und war mit Abstand die beste Universität ihres Landes.

## Geschichte
Die Universität wurde durch decree-law 53/2006 vom 20. November 2006 durch die Fusion von drei Colleges gegründet:
- Instituto Superior de Educação (ISE, High Institute of Education) in Palmarejo, Praia (Gegründet durch decree-law 54/95, 2. Oktober 1995)
- Instituto Superior de Engenharias e Ciências do Mar (ISECMAR, High Institute of Engineering and Marine Sciences) in Mindelo (gegründet durch decree-law 40/96, 21. Oktober 1996)
- Instituto Nacional de Administração e Gestão (INAG, National Administration and Management Institute), in Praia (gegründet durch resolution 24/98, 21. Oktober 1998)

2007 schloss sich eine vierte Hochschule den anderen an: Instituto Nacionai de Investigação e Desenvolvimento Agrário (INIDA) in São Jorge dos Órgãos. Mit dem Gesetz (law-decree) no. 29/2008 vom 9. Oktober 2008 wurden ISE, ISECMAR und INAG offiziell aufgelöst.
Im Jahr 2014 gründeten die Universität und das Instituto Camões in Lissabon (Portugal) den Eugénio-Tavares-Lehrstuhl für portugiesische Sprache, um die Forschung zum Portugiesischunterricht in Kap Verde zu fördern. Am 31. Januar 2014 fand an der Uni-CV ein nie da gewesenes Ereignis statt: die erste freie und direkte Rektorenwahl. Aus drei Kandidaten gewann Dr. Judite do Nascimento. Sie wurde im März 2018 wiedergewählt.

## Fakultäten und Institute
- Faculdade de Ciências e Tecnologia (FCT, Fakultät für Naturwissenschaften und Technologie)
- Faculdade de Ciências Sociais, Humanas e Arte (FCSHA, Fakultät für Sozialwissenschaften, Geisteswissenschaften und Künste)
- Faculdade de Engenharia e Ciências do Mar (FECM, Fakultät für Ingenieurwissenschaften und Seefahrt)
- Escola de Ciências Agrárias e Ambientais (ECAA, Fakultät für Agrar- und Umweltwissenschaften)
- Escola de Negócios e Governação (ENG, Fakultät für Wirtschaft und Verwaltung)
- Faculdade de Educação e do Desporto (FaAED, Fakultät für Bildung und Sport)

Die Fakultät für Naturwissenschaften und Technologie wurde aus ISE und INEDA gebildet und hat ihren Sitz in Praia. Folgende Kurse werden angeboten: Biowissenschaften, Chemie- und Bioingenieurwesen, Bauingenieurwesen, Elektrotechnik, Lebensmitteltechnologie, Geographie und Raumplanung, Geologie, Informations- und Computertechnik, Mathematik (Pädagogik und Angewandte Mathematik), Maschinenbau, Medizin, Multimedia- und Kommunikationstechnologie, Pflege, Statistik und Informationsmanagement.
Die akultät für Sozialwissenschaften, Geisteswissenschaften und Künste wurde aus der ISE gebildet und sitzt in Praia und Mindelo.
Angebotene Kurse: Kapverdische und portugiesische Sprache, Literatur und Kultur; Kommunikationswissenschaften und Journalismus; Kulturerbe-Management; Erziehungswissenschaften; Englische Sprache, Literatur und Kultur; Französische Sprache, Literatur und Kultur; Geschichte (Bildung, Museumswesen, Bibliotheken und Archive); Internationale Beziehungen und Diplomatie; Sport und Leibeserziehung; Politische Philosophie und Internationale Beziehungen; Psychologie; Sozialwissenschaften
Die Fakultät für Ingenieurwissenschaften und Seefahrt wurde aus der ISECMAR gebildet und sitzt in Mindelo. Angebotene Kurse: Biowissenschaften (Gesundheit, Umwelt und Bildung); Bauingenieurwesen, Elektrotechnik, Informations- und Telekommunikationstechnik, Schiffstechnik, Maschinenbau, Nautik-Lotsenwesen, Pflege.
Die Fakultät für Agrar- und Umweltwissenschaften wurde aus der INIDA gebildet und sitzt in São Jorge und in Praia. Angebotene Kurse: Sozio-ökologische Agronomie.
Die Fakultät für Wirtschaft und Verwaltung wurde aus der INAG gebildet und sitzt in Praia und Mindelo. Angbotene Kurse: Wirtschafts- und Organisationswissenschaften, Kaufmännische Leitung und Marketing, Wirtschaft, Hotelmanagement, Öffentlichkeitsarbeit und Exekutivsekretariat.
Die Fakultät für Bildung und Sport sitzt in Praia, Mindelo und Assomada. Angebotene Kurse: Grundbildung, Schwerpunkt Kunstpädagogik; Grundbildung, Schwerpunkt Erd- und Lebenswissenschaften; Grundbildung, Schwerpunkt Mathematik; Grundbildung, Schwerpunkt Portugiesische Sprache und Kapverden-Studien; Geschichte und Geographie; Naturwissenschaften.

## Persönlichkeiten

### Rektoren
- António Leão de Aguiar Correia e Silva[19] (22. November 2006–15. Juni 2011)
- Paulino Lima Fortes[20] (15. Juni 2011–24. Februar 2014)
- Judite da Encarnação Medina do Nascimento[4][7] (24. Februar 2014– )

### Alumni
- Mário Lúcio, Sänger und Kultur-Minister 1982
- Georgina Mello Generaldirektorin der Gemeinschaft der Portugiesischsprachigen Länder (CPLP)

### Professoren
- Silvino Lopes Évora, Journalist, Schriftsteller und Dichter
- João Lopes Filho, Anthropologe[21]
- Manuel Veiga, Linguist
- Maria Baptista Soares, Soziologin